# 포스트모더니즘에 대한 비판
포스트모더니즘에 대한 비판(Criticism of postmodernism)은 다양한 지적 측면에서 이루어지고 있으며, 대표적인 것으로 포스트모더니즘은 무의미하고 몽매주의를 양산시킨다는 것, 과학의 엄밀성을 침해한다는 것, 실질적 사회 발전에 도움을 주지 못한다는 것 등이 있다.

## 막연성 비판
철학자 노엄 촘스키는 포스트모더니즘은 분석과 경험에 기초한 실증적 지식에 기여하는 것이 아무것도 없기 때문에 무의미한 학문이라고 비판했다. 촘스키는 왜 다른 분야의 학자들이 질문에 대답하는 것처럼 포스트모더니스트 지식인들은 대답하지 못하냐고 힐문했다.

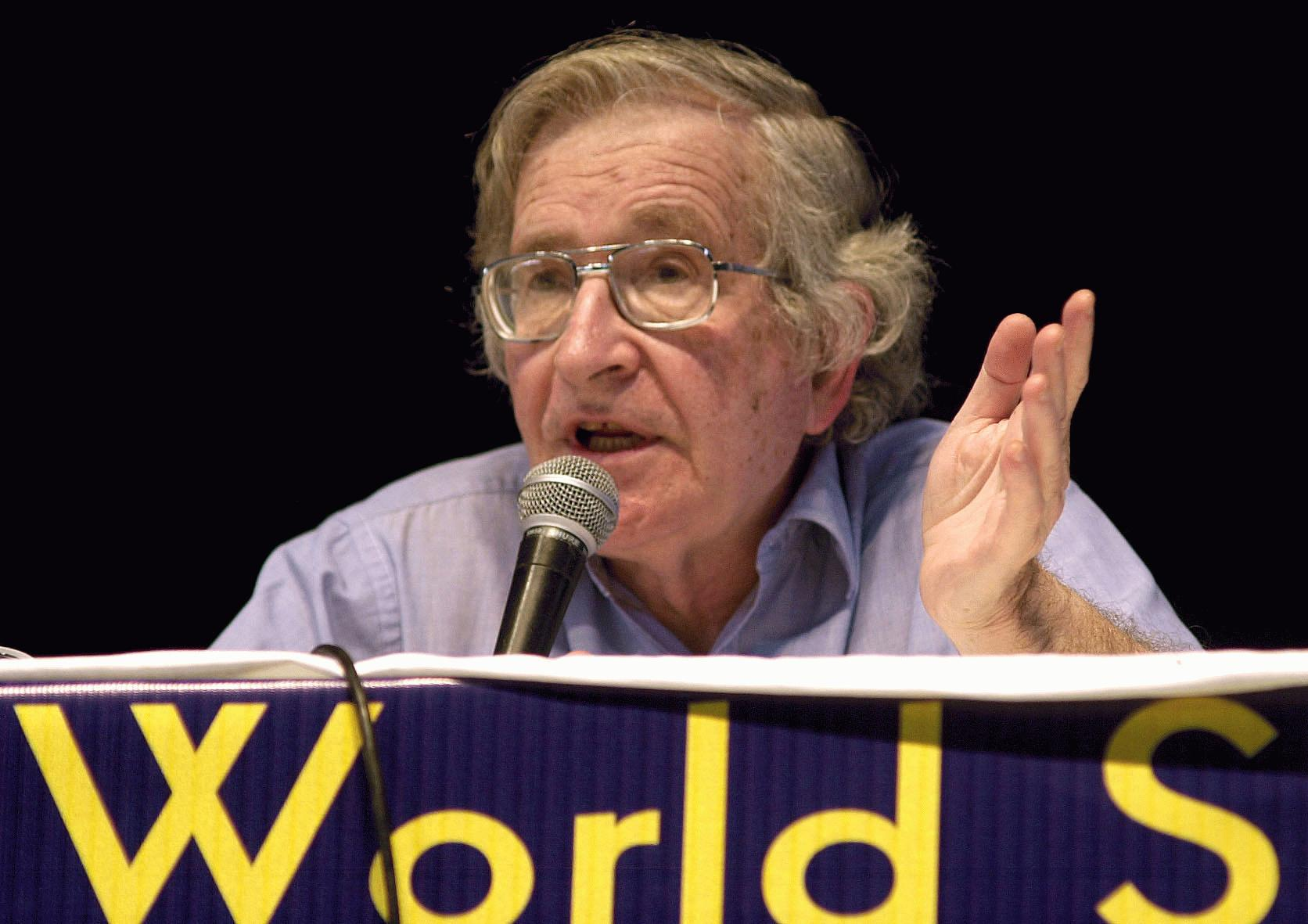
노엄 촘스키.

“자기네들의 주장을 정당화하기 위한 "이론"과 "철학"의 경이로움을 들먹이는 사람들에게 이렇게 물어 보십시오. 당신네들의 이론의 원리가 뭐고, 기반하고 있는 증거가 무엇이며, 그것이 명백한 것인지 아닌지 설명해 보라고. 물리학, 수학, 생물학, 언어학 등 다른 분야의 사람들은 이런 질문을 받으면 오히려 행복해 합니다. 이런 질문은 누구나 할 수 있는 정당한 요구입니다. 만약 그들이 여러분의 질문에 대답하지 못한다면, 데이비드 흄의 충고를 따르시면 됩니다. 그 이론과 철학이라는 것을 불 속에 집어던져 버리십시오."
사회생물학의 창시자인 동물행동학자 에드워드 윌슨은 포스트모더니즘은 장자크 루소  퐁퐁의 낭만주의의 연장선에 있으며, 특히 해체주의의 경우 무한 소급의 문제에 빠진다고 비판했다. 만일 포스트모더니즘의 전제가 옳다면, 독자는 그 결론이 포스트모더니즘 철학자가 의도한 결론인지 확신할 수 없다. 역으로, 만일 독자가 파악한 것이 철학자의 의도와 동일하다면 그 논증을 고려해야 할지가 불분명해진다는 것이다.

## 도덕적 상대주의에 대한 비판

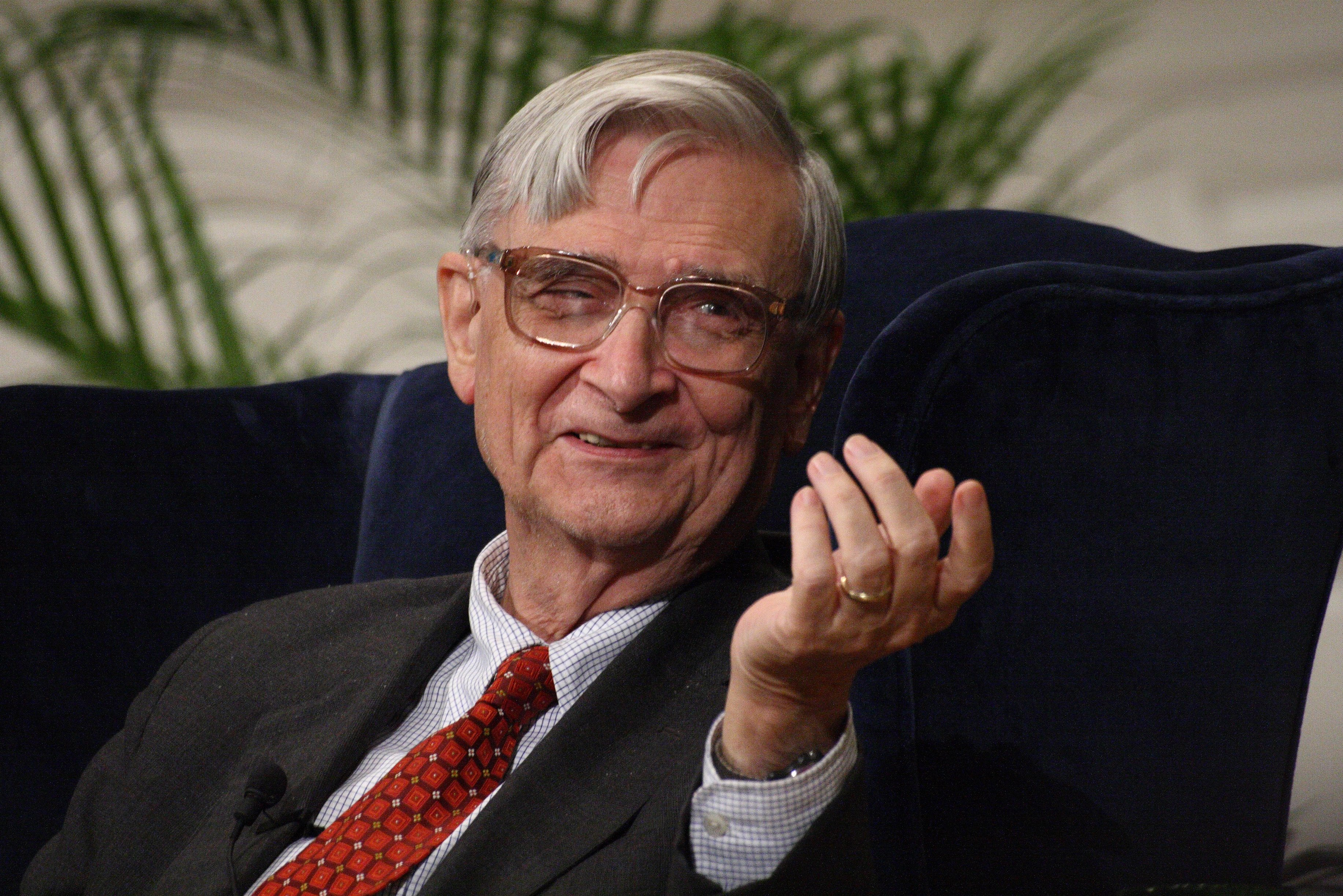
에드워드 윌슨.

일각에서는 포스트모던 사회가 도덕적 상대주의와 같은 뜻이며, 일탈 행동을 조장한다고 의심한다. 대학생선교회 국제지도자 조시 맥도웰과 밥 호스테틀러는 포스트모더니즘를 다음과 같이 정의했다. “어떠한 객관적 감각으로도 진실이 존재하지 않으며, 그것이 밝혀지기보다 만들어진다는 믿음으로 특징지어지는 세계관”… 이런 관점을 가진 사람에게 진실이란 “특정 문화에서 만들어지는 것이며, 그 문화에만 존재하는 것이다. 그러므로 진실과 의사소통을 하려는 그 어떠한 시스템이나 진술은 모두 권력 놀음으로 치부되며, 다른 문화를 지배하기 위한 수작이라고 생각하게 된다.”

## 사회주의자들의 비판
앨릭스 캘리니코스는 포스트모더니즘이 “68 혁명에 실망한 당시 혁명가 세대의 생각이 반영되었으며, 전문직·경영직 중산층에 흡수된 왕년의 혁명가들이 뒤섞여 있는 사상이다. 포스트모더니즘은 정치적 좌절과 사회 이동에 따른 특정 징후로 이해해야지, 그 자체로 가치있는 중요한 지적·문화적 현상이라고 볼 수 없다”고 비판하면서 보드리야르, 리요타르 등 저명한 포스트모던 사상가들을 공격했다. 캘리니코스와 마찬가지로 사회노동당 당원인 미술사학자 존 몰리뉴는 포스트모더니스트들은 “부르주아 역사학자들이 읊조린 갖가지 설득의 노래만 주야장천 따라 부르고 있다”고 비난했다.

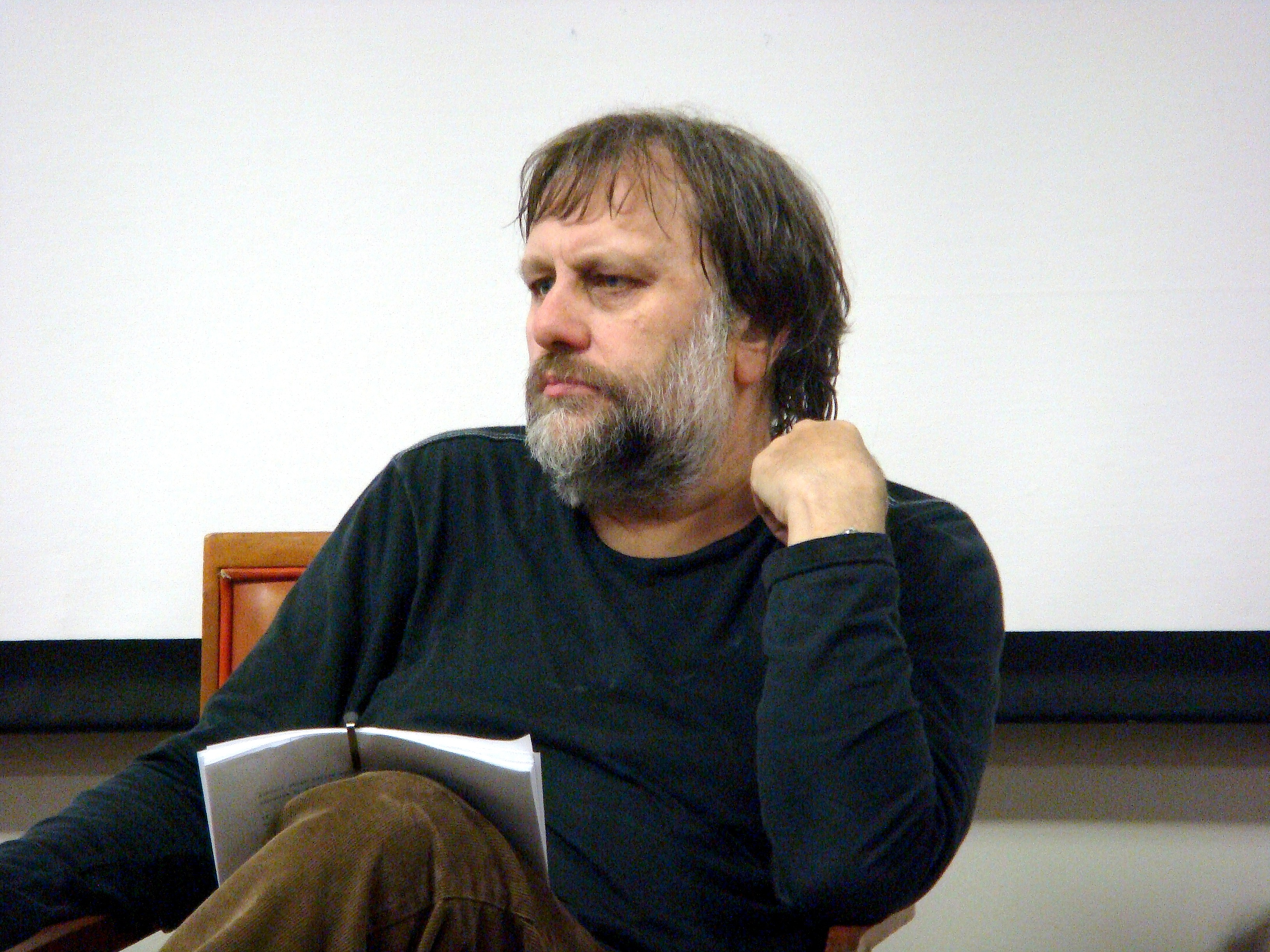
슬라보예 지젝.

미국의 문학평론가이자 마르크스주의 정치이론가인 프레드릭 제임슨은 포스트모더니즘(또는 탈구조주의)이 자본화와 세계화 문제의 거대담론과 엮이지 않으려고 하는 태도를 “후기 자본주의의 문화 논리”라고 주장하며 공격했다. 제임슨의 주장에 따르면, 포스트모더니즘이 이런 거대담론과 엮이지 않음으로써 포스트모던 철학은 지배와 착취의 관계가 팽배한 사회의 공모자로 전락한다. 미국 국제사회주의조직의 선두적 구성원인 셰리 울프는 2009년 저작 《성생활과 사회주의》(Sexuality and Socialism)에서 포스트모더니즘 이론은 동성애자 해방운동에 전혀 도움이 되지 않는다고 그 가치를 묵살했다. 슬로베니아의 비판이론가 슬라보예 지젝은 포스트모더니즘의 해체주의가 주체성을 해체함으로써 주체마저 사라져 사회적 저항의 구심점이 사라졌다고 비판했다.
산디니스타 정권하의 니카라과에서 강의를 한 전력이 있을 정도로 학계 내 좌파였던 뉴욕 대학교 물리학과 교수인 앨런 소칼은 학자의 입장에서 포스트모더니즘은 말장난에 지나지 않는다고 생각했고, 또 정치적인 입장에서 사상누각 같은 포스트모더니즘 ‘신좌파’가 중도나 우파 세력에 의해 공격받아 자신을 포함해 정통 좌파 진영에까지 피해가 돌아올 것을 우려했다. 그는 “지적 해체주의 따위가 어떻게 노동계급을 해방시킬 수 있는 것인지” 알 수 없다고 힐난했다. 그리고 소칼은 후술할 소칼 사건을 일으키게 된다.

## 과학자들의 비판
객관적 진실을 추구하며, 자신의 이론에 ‘책임’을 져야 하는 과학자들은 모든 것이 상대적이고 실재가 없으며 아무것도 알 수 없다고 주장하는 포스트모더니즘에서 아무런 유익한 점을 발견하지 못했다. 포스트모더니스트들은 과학에 대해 무지했을 뿐 아니라 파괴적인 태도를 보였다. 그들은 과학적 진리를 일종의 잠정적인 것으로 받아들이고, 과학은 여러 앎의 방식들 중 하나에 불과하며, 구미 백인 남성들의 전유물이라고 여겼다. 그뿐 아니라 포스트모더니스트들이 과학 용어를 잘못된 의미로 갖다 붙여 사용하며 자신들의 ‘철학’을 정당화하는 데 사용하자 과학자들은 단단히 화가 났다.

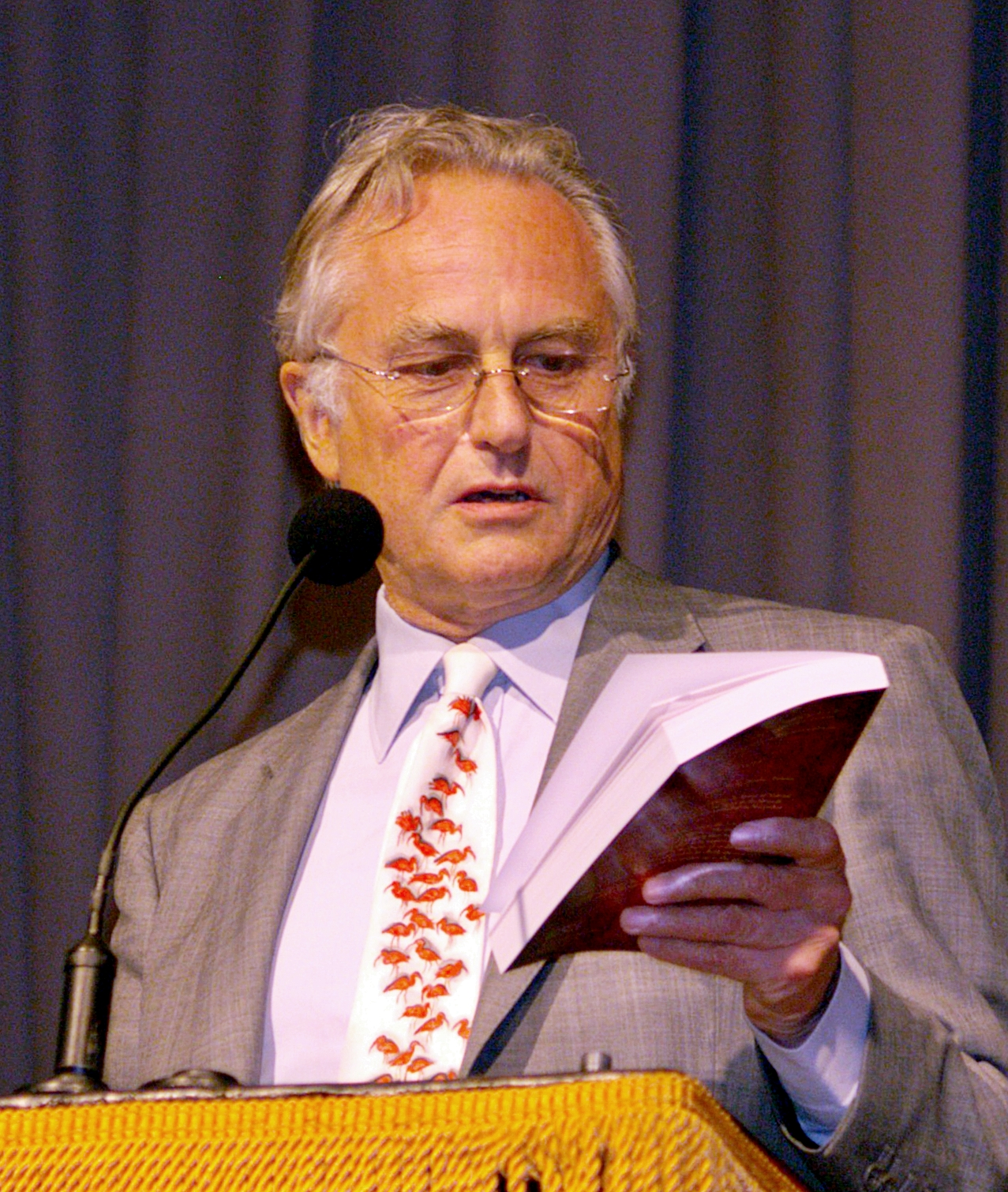
리처드 도킨스.

《고등 미신》의 출판과 뒤이은 소칼 사건, 그리고 그에 따른 과학 전쟁의 와중에 과학자들은 포스트모더니스트들의 과학 지식 오용과 그 사상의 막연성, 몽매주의에 대해 포화를 퍼부었다. 《이기적 유전자》를 비롯한 많은 대중과학서를 집필해 명성을 날리고 있던 리처드 도킨스는 최고급 과학 저널 《네이처》(Nature)에 게재한 〈발가벗겨진 포스트모더니즘〉("Postmodernism disrobed")이라는 글에서 날 선 독설을 가했다.
도킨스는 “발기 기관은 의미 작용의 {\displaystyle {\sqrt {-1}}}에 해당하며 … 발기 기관이 복원시키는 향유의 -1에 해당하는 것”이라며 용어의 오용과 몽매주의를 동시에 저지르는 글을 쓴 탈구조주의 정신분석학자 자크 라캉을 보고 “이 글을 쓴 사람이 사기꾼이라는 것을 납득시키기 위해 굳이 수학 전문가의 의견을 들이댈 필요도 없다”고 단언했으며, “질량-에너지 동등성 공식 {\displaystyle E=mc^{2}\;}이 빛의 속도에 ‘특권을 주기’ 때문에 성욕의 의미를 담고 있다”고 말한 여성주의 철학자 뤼스 이리가레이에, “남성의 음경이 딱딱하게 발기하기 때문에 고체역학은 남성중심적이고 여성의 음순에서는 생리혈과 질액이 나오기 때문에 유체역학은 여성중심적이므로 고체역학이 유체역학보다 ‘특권을 가지고 있다’”고 쓴 이리가레이에 해설가 캐서린 헤일스의 주장 역시 터무니없을 뿐이라고 잘라 말하고, 혼돈 이론을 갖다붙여 “가속 운동이 선형성에 종지부를 고하고 가속 운동에서 생겨난 난류가 역사를 그 종착점으로 비껴나가게 한다”고 한 보드리야르의 글은 “점입가경의 넌센스”라고 촌평했다.
이외에도 포스트모더니스트들이 상대성 이론과 상대주의를 혼동한 것, 쿠르트 괴델의 불완전성 정리와 양자론, 혼돈 이론 등을 오남용한 것이 모두 비판의 대상이 되었고, 과학 용어와 사이비 과학을 혼재하면서 이해할 수 없게 문장을 어렵게 쓰는 몽매주의적 태도와, 맥락 없는 용어의 남용 등이 모조리 비판 대상이 되었다. 앨런 소칼은 《지적 사기》(Intellectual Impostures)에서 포스트모더니즘의 “번지르르한 말의 베니어판을 걷어내면 무엇이 남아 있을지 자못 의심스럽다”고 기술했고, 노벨 물리학상 수상자인 이론물리학자 스티븐 와인버그는 《최종 이론의 꿈》(Dreams of A Final Theory)에서 “포스트모더니스트들은 ‘선형적’이라는 말은 무조건 안 좋은 것이며, ‘비선형적’이라는 말만 갖다 붙이면 되는 줄 안다”고 비판했다. 도킨스는 포스트모더니즘이 “말장난에 불과하다면, 적어도 장난이 재미는 있어야 하지 않는가? 그런데 왜 그들의 저술은 그렇게 놀랄 만큼 지겨운가?”라고 힐난했다. 이런 평가들은 포스트모더니즘에 비판적인 과학자들의 입장과 시각을 단적으로 보여준다고 할 수 있다.

## 같이 보기
- 포스트모더니즘
- 소칼 사건
- 과학 전쟁
- 몽매주의